# REISS AUS – Zwei Menschen. Zwei Jahre. Ein Traum
Der deutsche Dokumentarfilm REISS AUS - Zwei Menschen. Zwei Jahre. Ein Traum aus dem Jahr 2019 ist ein filmischer Reisebericht von Lena Wendt und Ulrich Stirnat, die von 2014 bis 2016 mit ihrem Land Rover Defender Marokko und weitere 13 Länder Westafrikas bereist haben. Der Film feierte am 11. März 2019 in den zeise kinos in Hamburg seine Premiere und war bereits in über 230 Kinos in Deutschland, Österreich, Italien und der Schweiz zu sehen. In der 40. Spielwoche hatte der Film 43.000 Kinozuschauer in Deutschland. "REISS AUS" wurde international bereits auf 11 Filmfestivals gezeigt und hat eine Auszeichnung in der Kategorie "Reisedokumentation" des International Nature Film Festival Gödöllö (Ungarn) und den "ZONTA-Publikumspreis" der VISUELLE Oberhausener Frauenfilmtage erhalten.
Während der Filmtour im Jahr 2019, bei der die Filmemacher in diversen Kinos für ein Filmgespräch mit den Zuschauern vor Ort anwesend waren, sammelten sie im Rahmen ihres Filmprojektes über 44.000 € an Unterstützung für Projekte in Westafrika. So konnte unter anderem die nachhaltige Ausbildung mehrerer Jugendlicher in Mauretanien durch das Projekt "La Porte de l'Espoir" sowie ein Aufklärungsfahrzeug für das Projekt gegen Weibliche Genitalverstümmelung von TARGET e.V. (Rüdiger Nehberg) angeschafft werden.

## Inhalt
Die beiden Protagonisten des Films begeben sich im Oktober 2014 mit einem selbst ausgebauten Land Rover Defender auf Reise von ihrem damaligen Heimatort Hamburg in Richtung Südafrika. Ursprünglich ist für die Tour entlang der Westküste des afrikanischen Kontinents ein Zeitraum von sechs Monaten angedacht. Die Reise entwickelt sich jedoch schnell anders als geplant. Bereits in Marokko verbringen die beiden mehr als zwei Monate, einen weiteren Monat in Mauretanien und zwei Monate im Senegal. Aus den ursprünglichen sechs Monaten Reisezeit werden knapp zwei Jahre. An ihrem Ziel Südafrika kommen die beiden nie an.
Der Film erzählt zum einen von den Begegnungen mit den Einheimischen der 14 Länder, die die beiden Hamburger entlang ihrer Reiseroute durchqueren: In Marokko begegnen sie dem Berber Jamal, der mit seinen Dromedaren in der Sahara lebt. Sie lernen in Mauretanien Ziza kennen, einen Musiker, der mit seiner Musik gegen die Unterdrückung durch die Regierung in seinem Land kämpft, und treffen in der Sahara Mame Sy, die eine Nachhilfeschule für die ärmster Kinder gegründet hat. Zum anderen rückt der Film auch die Erlebnisse und Gefühle der Filmemacher selbst in den Vordergrund: Ihre Freude und ihr Staunen, aber auch ihren Missmut oder ihre Ungeduld. Denn es begeben sich zwei sehr unterschiedliche Charaktere gemeinsam, aber aus verschiedenen Gründen auf eine Reise, bei der sie auf knapp 2 Quadratmetern 24 Stunden am Tag, 7 Tage die Woche, miteinander auskommen müssen.

## Produktion
Stirnat und Wendt planten nach eigenen Angaben während der Reise noch nicht, einen (Kino-)Film aus den Aufnahmen zu produzieren. Das Material entstand für persönliche Videos in einem Reiseblog sowie für Image- und Informationsvideos für diverse lokale Projekte, die die beiden im Laufe ihrer Reise kennen lernten. Die Aufnahmen sind daher nur mit einer Spiegelreflexkamera und GoPro entstanden. Die Idee für einen Kinofilm entstand erst circa ein Jahr nach der Rückkehr der Reisenden durch eine Zufallsbegegnung mit dem Regisseur Hans-Günther Bücking. Die Postproduktion des Films wurde von Ulrich Stirnat und Lena Wendt über Crowdfunding finanziert, um bei der Drehbuchentwicklung, dem Schnitt und der Vermarktung unabhängig von der Einflussnahme von Filmproduktionsgesellschaften zu bleiben. Sie gründeten hierfür die Firma Abgefahren GbR, die als Produzent und Verleih auftritt.

## Auszeichnungen
VISUelle Oberhausener Frauenfilmtage, Oberhausen (Deutschland), 2019
- Gewinnerfilm des ZONTA-Publikumspreises[7]

International Nature Film Festival, Gödöllö (Ungarn), 2019
- 3. Platz in der Kategorie Reisedokumentation[8]